# Чемпионат Европы по дзюдо 1987
Чемпионат Европы по дзюдо 1987 года проходил в городе Париж (Франция) 9 — 10 мая.

## Медалисты

### Мужчины
| Весовая категория           | Золото                    | Серебро                        | Бронза                                                     |
| --------------------------- | ------------------------- | ------------------------------ | ---------------------------------------------------------- |
| Наилегчайший вес (до 60 кг) | Патрик Ру · Франция       | Хазрет Тлецери · СССР          | Хельмут Дитц · ФРГ Нил Экерсли · Великобритания            |
| Полулёгкий вес (до 65 кг)   | Жан-Пьер Хансен · Франция | Драгомир Бечанович · Югославия | Сергей Космынин · СССР Тамаш Буйко · Венгрия               |
| Лёгкий вес (до 71 кг)       | Веслав Блах · Польша      | Ричард Мелилло · Франция       | Штеффен Штранц · ФРГ Свен Лолл · ГДР                       |
| Полусредний вес (до 78 кг)  | Башир Вараев · СССР       | Жан-Мишель Бертье · Франция    | Андрей Садей · Польша Петер Райтер · Австрия               |
| Средний вес (до 86 кг)      | Фабьен Кану · Франция     | Дензин Уайт · Великобритания   | Петер Зайзенбахер · Австрия Виктор Поддубный · СССР        |
| Полутяжёлый вес (до 95 кг)  | Коба Куртанидзе · СССР    | Роже Вашон · Франция           | Марк Майлинг · ФРГ Роберт ван де Валле · Бельгия           |
| Тяжёлый вес (свыше 95 кг)   | Михай Чок · Румыния       | Клеменс Йель · Швейцария       | Александр фон дер Грёбен · ФРГ Акакий Кибордзалидзе · СССР |
| Абсолютная категория        | Григорий Веричев · СССР   | Кристиан Вашон · Франция       | Андрей Басик · Польша Йохен Плате · ФРГ                    |

### Женщины
| Весовая категория        | Золото                        | Серебро                       | Бронза                                                    |
| ------------------------ | ----------------------------- | ----------------------------- | --------------------------------------------------------- |
| Наилегчайший вес — 48 кг | Карен Бриггс · Великобритания | Анна Чодаковска · Польша      | Анита ван дер Пас · Нидерланды Мартин Дюпон · Франция     |
| Полулёгкий вес — 52 кг   | Доминик Маоуи-брун · Франция  | Эдит Хроват · Австрия         | Шэрон Рендл · Великобритания Алессандра Джуинджи · Италия |
| Лёгкий вес — 56 кг       | Катерина Арно · Франция       | Энн Хьюз · Великобритания     | Мария Гонтович-шалас · Польша Регина Филипс · ФРГ         |
| Полусредний вес — 61 кг  | Богуслава Олечнович · Польша  | Чита Гросс · Нидерланды       | Дайана Белл · Великобритания Габи Ричел · ФРГ             |
| Средний вес — 66 кг      | Шантал Хан · Нидерланды       | Карин Крюгер · ФРГ            | Иоланта Адамчик · Польша Мишель Лион · Франция            |
| Полутяжёлый вес — 72 кг  | Ирен де Кок · Нидерланды      | Ингрид Бергманс · Бельгия     | Стефания Држевицка · Польша Аннамария Колагросси · Италия |
| Тяжёлый вес +72 кг       | Изабелла Пак · Франция        | Анджелина Сериес · Нидерланды | Карин Кутц · ФРГ Анджела Медина · Испания                 |
| Абсолютная категория     | Ингрид Бегрманс · Бельгия     | Регина Зигмунд · ФРГ          | Ирен де Кок · Нидерланды Летиция Меньян · Франция         |

## Медальный зачёт
| Место | Страна         | Золото | Серебро | Бронза | Всего |
| ----- | -------------- | ------ | ------- | ------ | ----- |
| 1     | Франция        | 6      | 4       | 3      | 11    |
| 2     | СССР           | 3      | 1       | 3      | 7     |
| 3     | Нидерланды     | 2      | 2       | 2      | 6     |
| 4     | Польша         | 2      | 1       | 5      | 8     |
| 5     | Великобритания | 1      | 2       | 3      | 6     |
| 6     | Бельгия        | 1      | 1       | 1      | 3     |
| 7     | Румыния        | 1      | 0       | 0      | 1     |
| 8     | ФРГ            | 0      | 2       | 8      | 10    |
| 9=    | Югославия      | 0      | 1       | 0      | 1     |
| 9=    | Швейцария      | 0      | 1       | 0      | 1     |
| 11    | Италия         | 0      | 0       | 2      | 2     |
| 12=   | ГДР            | 0      | 0       | 1      | 1     |
| 12=   | Испания        | 0      | 0       | 1      | 1     |
| 12=   | Венгрия        | 0      | 0       | 1      | 1     |